# Елементний аналіз
Елеме́нтний ана́ліз (від лат. elementum — первісна речовина) (рос. элементный анализ, англ. ultimate analysis, нім. Elementaranalyse f, нім. Verbrennungsanalyse f) — сукупність методів, за допомогою яких визначають якісний та кількісний склад органічних сполук.
Цей аналіз можна здійснювати за допомогою електронної спектроскопії, гамма-спектроскопії тощо.